# Popútnaia
Popútnaia - Попутная (rus) - és una stanitsa del krai de Krasnodar, a Rússia. Es troba a la vora esquerra del riu Urup, a 14 km al nord-oest d'Otràdnaia i a 200 km al sud-est de Krasnodar.
Pertanyen a aquesta stanitsa els khútors de Berejinovski i Traktovi.

## Composició
- Berejinovski - Бережиновский (rus) - és un khútor del krai de Krasnodar, a Rússia. Es troba a la vora esquerra del riu Urup, davant de Gussaróvskoie, a 22 km al nord-oest d'Otràdnaia i a 199 km al sud-est de Krasnodar. Pertany a l'stanitsa de Popútnaia.
- Traktovi - Трактовый (rus) - és un khútor del krai de Krasnodar, a Rússia. Es troba a la vora esquerra del riu Urup, davant de Gussaróvskoie, a 24 km al nord-oest d'Otràdnaia i a 196 km al sud-est de Krasnodar. Pertany a l'stanitsa de Popútnaia.